# Marquesado de Valterra
El marquesado de Valterra es un título nobiliario español creado el 16 de agosto de 1716, durante la Guerra de Sucesión Española, por el archiduque de Austria y pretendiente al trono de España Carlos VI del Sacro Imperio Romano Germánico, en favor de Pedro Valterra Blanes y Borja, noble del reino de Valencia.
Fue rehabilitado en 1920 por Alfonso XIII de España y concedido a Pascual Díez de Rivera y Casares.

## Armas
En campo de azur, cuatro bandas de oro.

## Marqueses de Valterra
|                                                           | Titular                                                   | Periodo                                                   |
| Creación por Carlos VI del Sacro Imperio Romano Germánico | Creación por Carlos VI del Sacro Imperio Romano Germánico | Creación por Carlos VI del Sacro Imperio Romano Germánico |
| --------------------------------------------------------- | --------------------------------------------------------- | --------------------------------------------------------- |
| I                                                         | Pedro Valterra Blanes y Borja                             | 1716-¿?                                                   |
| Rehabilitación por Alfonso XIII                           |                                                           |                                                           |
| II                                                        | Pascual Díez de Rivera y Casares                          | 1920-1952                                                 |
| III                                                       | María del Pilar Díez de Rivera y Escrivá de Romaní        | 1955-1982                                                 |
| IV                                                        | Pedro de Churruca y Díez de Rivera                        | 1984-2019                                                 |
| V                                                         | Marta de Churruca y Maiza                                 | 2021-hoy                                                  |

## Historia de los marqueses de Valterra
La lista de sus titulares es la que sigue:
- Pedro Valterra Blanes y Borja, I marqués de Valterra. El título quedó vacante hasta que en 1920 fue rehabilitado por:

- Pascual Díez de Rivera y Casares (Madrid, 8 de mayo de 1899-Madrid, 30 de abril de 1952), II marqués de Valterra,[3] diputado a Cortes, caballero de la Orden de Calatrava, maestrante de la Real de Granada. diputado a Cortes por Granada y vicealmirante de la Armada Española. Era hijo de Alfonso Díez de Ribera y Muro y de su esposa Ramona Casares y Bustamante[4] y hermano menor de Alfonso Diez de Rivera y Casares, II conde de Biñasco, y de Ramón Díez de Ribera y Casares, II marqués de Huétor de Santillán y I marqués pontificio de Valeriola.

Casó  el 23 de febrero de 1922 con María de Lourdes Escrivá de Romaní y de Sentmenat, XV marquesa de Espinardo. Le sucedió su hija:
- María del Pilar Díez de Rivera y Escrivá de Romaní (Barcelona, 26 de octubre de 1923-Madrid, 30 de diciembre de 1982), III marquesa de Valterra y XVI marquesa de Espinardo.[5]

Casó el 27 de junio de 1946, en Madrid, con Pedro de Alcántara de Churruca y de la Plaza, V marqués de Aycinena. El 10 de enero de 1985, le sucedió su hijo:
- Pedro de Churruca y Díez de Rivera (3 de enero de 1956-Madrid, 19 de febrero de 2019[6]), IV marqués de Valterra,[5] caballero de honor y devoción de la Orden de Malta[1] y caballero profeso de la Orden de Calatrava.

Casó con Margarita Maiza y Urbieta. Le sucedió su hija:
- Marta de Churruca y Maiza, V marquesa de Valterra.[7]